# Cachoeira da Purificação
A Cachoeira da Purificação  é uma queda d'água e balneário localizada no Vale do Capão, parte norte do Parque Nacional da Chapada Diamantina, na cidade brasileira de Palmeiras, região central da Bahia, uma das atrações turísticas do lugar.

## Características

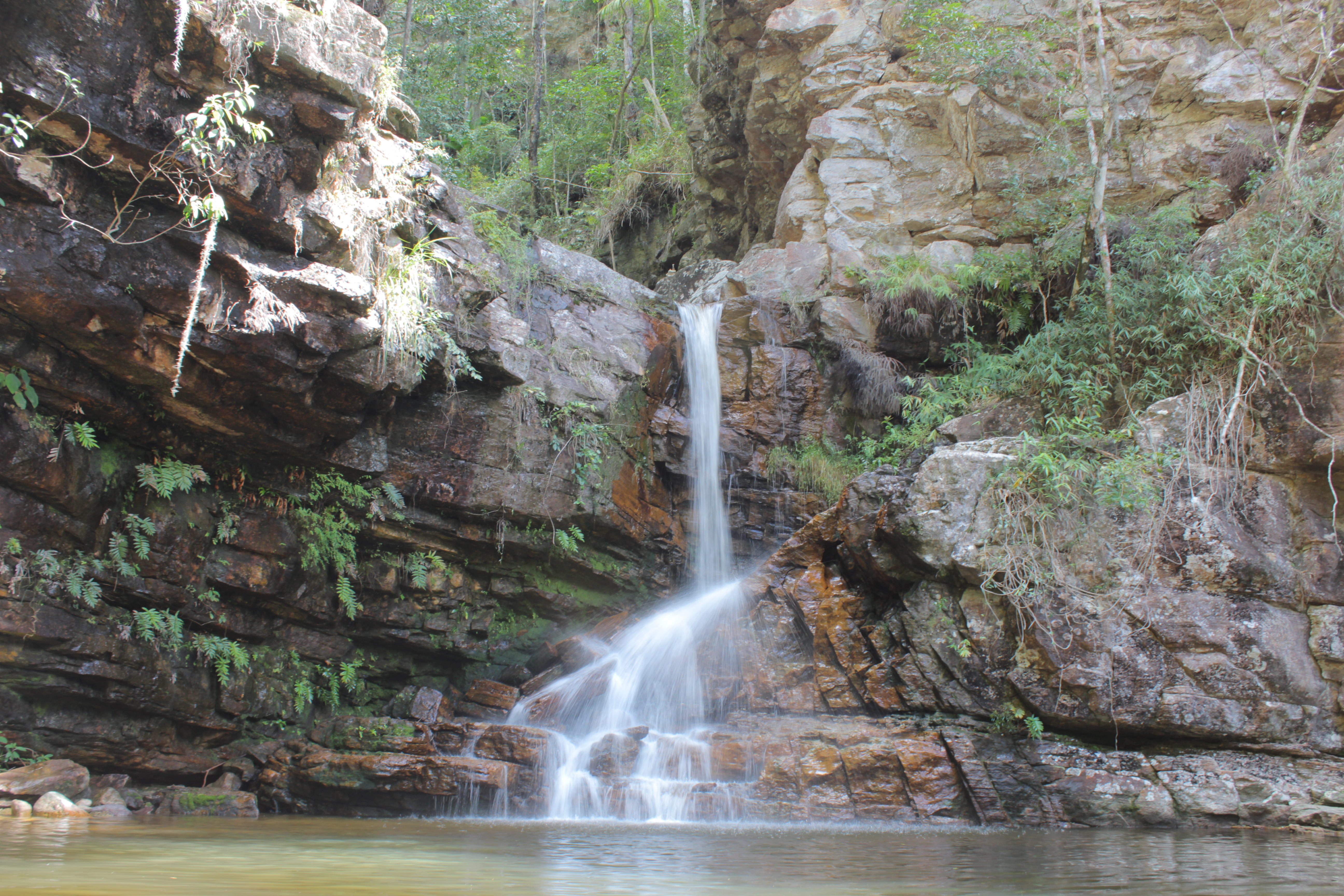
vista do poço e cachoeira

A cachoeira fica situada no rio Capão, que corta o vale com seu nome e próximo ao povoado de Vale do Capão, perto do Poço da Angélica.
Segundo a plataforma de turismo da Chapada, Janoo, a "Cachoeira da Purificação é uma pequena queda d’água com cerca de 5 metros de altura localizada em meio a uma floresta. Suas águas são esverdeadas e estão sempre frias por conta da sombra das árvores."

## Turismo
Ainda segundo o Janoo, a "trilha para acessá-la é iniciada no povoado do Bomba, no Vale do Capão, e possui vários trechos em que é necessário ter atenção redobrada para não se perder e não escorregar. Durante a caminhada, que leva em torno de 1 h, é preciso cruzar o rio várias vezes e andar a maior parte do tempo sobre pedras".